# Thoracocharax securis
Thoracocharax securis is een zoetwatervis die voorkomt in het lagere stroomgebied van de Amazonerivier en behoort tot de familie van de bijlzalmen. Volwassen exemplaren bereiken in het wild een lengte van ongeveer 6,8 cm en in het aquarium tot wel 9 cm. Het is een zeldzame zoetwatervis die in aquaria wordt gehouden. Thoracocharax securis staat bekend om zijn vermogen om met behulp van zijn buikvin maximaal 2,7 meter uit het water te springen.

## Verzorging
Thoracocharax securis wordt over het algemeen gehouden in groepen van minimaal 5 individuen. Het minimale aquariumvolume voor een dergelijke groep is 150 liter. Het aquarium moet goed afgesloten worden om te voorkomen dat de vissen uit het water springen.